# Spiloxene aquatica
Spiloxene aquatica là một loài thực vật có hoa trong họ Hypoxidaceae. Loài này được (L.f.) Fourc. miêu tả khoa học đầu tiên năm 1932.

## Hình ảnh

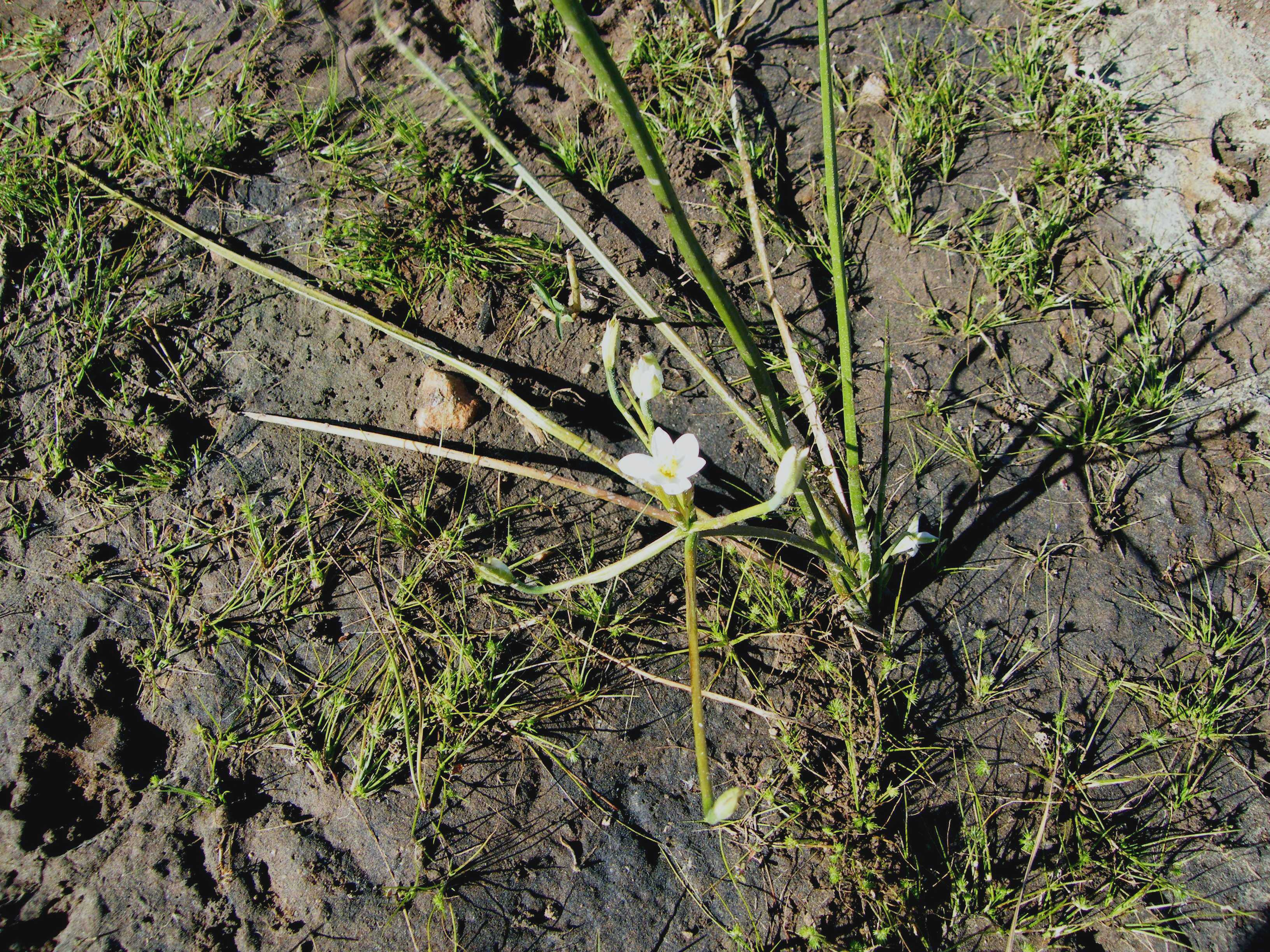